# 70 Batalion Lotniczo-Techniczny
70 Batalion Lotniczo-Techniczny Oficerskiej Szkoły Lotniczej Nr 5  (70 bl-t) – pododdział wojsk lotniczych.

## Historia – formowanie, zmiany organizacyjne, wydarzenia

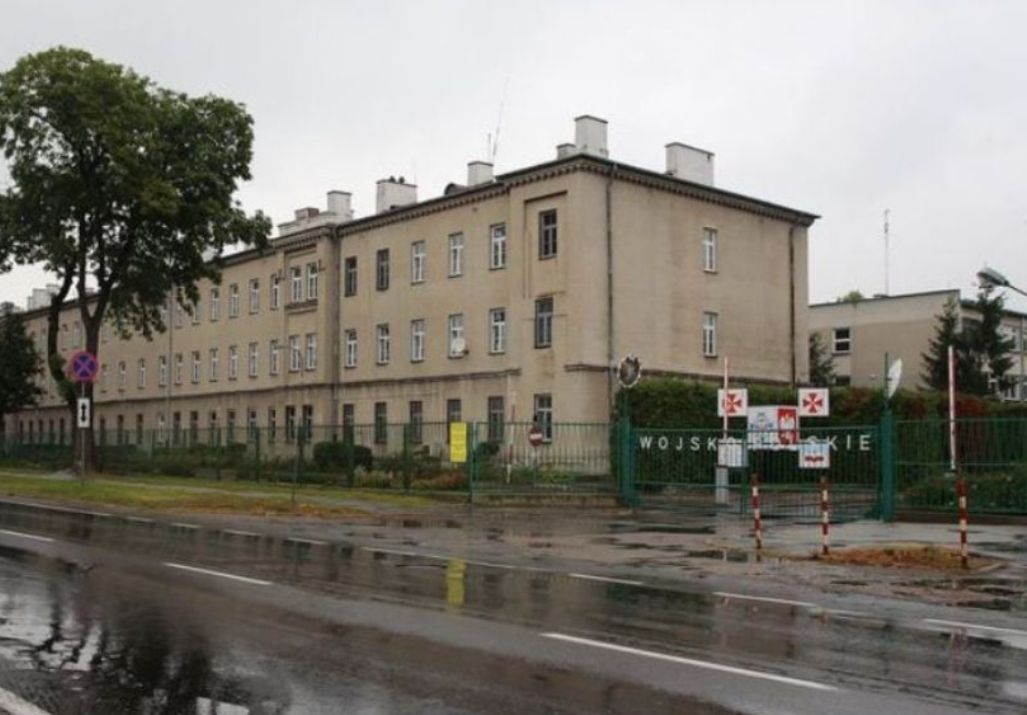
Przasnysz, 2013r. - w tych koszarach stacjonował 70 Batalion Lotniczo-Techniczny

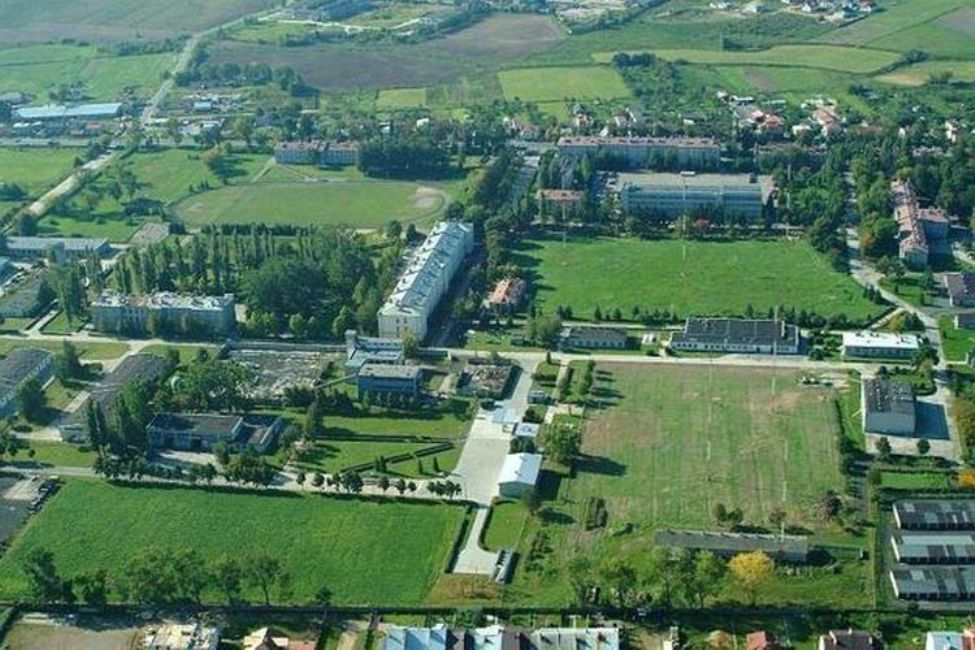
Widok współczesny na obiekt koszarowy byłego 70 Batalionu Lotniczo-Technicznego

70 Batalion Lotniczo–Techniczny Oficerskiej Szkoły Lotniczej Nr 5 został sformowany na podstawie rozkazu Nr 075/Org. Ministra Obrony Narodowej z dnia 31 grudnia 1957 roku.
Jednostka została zorganizowana w Przasnyszu, w terminie do 15 marca 1958 roku, według etatu Nr 20/458 z dnia 31 grudnia 1957 roku.
W 1958 dokonano zmian w strukturach organizacyjnych szkół lotniczych w Dęblinie i w Radomiu. Strukturę eskadrową zastąpiono pułkami szkolno–bojowymi i szkolnymi. Równocześnie z dotychczasowych pododdziałów kwatermistrzowskich szkół lotniczych zostały utworzone samodzielne bataliony lotniczo–techniczne, które miały zabezpieczać pod względem logistycznym zadania szkoleniowe realizowane przez nowo powstałe pułki. 70 Batalion Lotniczo–Techniczny był samodzielnym pododdziałem gospodarczym stacjonującym w Przasnyszu z zadaniem logistycznego zabezpieczenia działalności szkoleniowej 64 Lotniczego Pułku Szkolnego, któremu batalion był podległy operacyjnie. Liczył 262 żołnierzy. Dowódcą batalionu został kpt. Tadeusz Gołębiowski, zastępcą dowódcy ds. politycznych kpt. Czesław Hołodok.
1 lipca 1960 zgodnie z zarządzeniem Szefa Sztabu Generalnego nr 038/Org. z 31 maja 1960 roku generała Jerzego Bordziłowskiego, Oficerska Szkoła Lotnicza w Radomiu przekazała lotnisko w Przasnyszu wraz ze stacjonującymi tutaj jednostkami szkolnymi (tj. 64 lotniczym pułkiem szkolnym i 70 batalionem lotniczo–technicznym) do dyspozycji Oficerskiej Szkoły Lotniczej im. Jana Krasickiego z Dęblina. 70 Batalion Lotniczo–Techniczny zmienił nazwę rozkazem DWL i OPL nr 07/Org. z 22 czerwca 1960 roku na 70 Batalion Lotniczo-Techniczny Oficerskiej Szkoły Lotniczej im. Jana Krasickiego.
27 listopada 1960 jednostka otrzymała sztandar, ufundowany przez społeczeństwo Powiatu Przasnysz, który w imieniu ministra Obrony Narodowej wręczył gen. bryg. Władysław Szczepucha.
W 1961 w ramach modernizacji struktur organizacyjnych lotnictwa Sił Zbrojnych, na podstawie zarządzenia Szefa Sztabu Generalnego Wojska Polskiego nr 073/ Org. z 24 sierpnia 1961 70 Batalion Lotniczo–Techniczny Oficerskiej Szkoły Lotniczej im. Jana Krasickiego został rozformowany. W wyniku tej reorganizacji na bazie rozformowanej jednostki powstały nowe pododdziały o etacie nr 20/503 - batalion zaopatrzenia, dywizjon techniczny, dywizjon dowodzenia lotami, będące po reorganizacji w strukturze 64 Lotniczego Pułku Szkolnego.

## Dowódcy batalionu 1957-1961
- kpt. Tadeusz Gołębiowski (1957-1960)
- mjr Adam Baca (1960-1961)

## Organizacja
- dowództwo
- sztab
- kompania łączności
- kompania wartownicza
- kompania samochodowa
- wydział zaopatrzenia technicznego
- kwatermistrzostwo
  - sekcja finansowa
  - izba chorych
- kompania ziemnego zabezpieczenia lotów
- straż pożarna